# Ematossilina

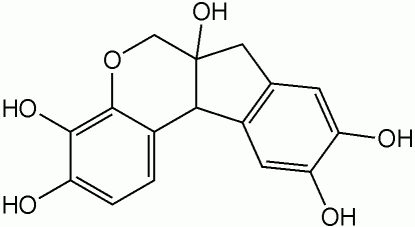
Ematossilina

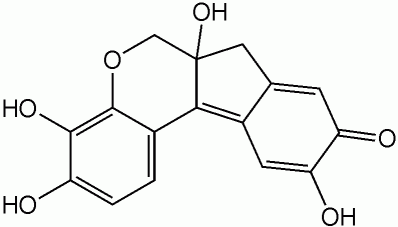
Emateina

L'ematossilina (conosciuta anche con il numero C.I. 75290) è una sostanza avente formula empirica C16H14O6 che viene estratta dalla pianta Haematoxylum campechianum, pianta originaria dello stato messicano di Campeche, più conosciuta con il nome di campeggio. Molti ritengono che l'ematossilina sia un colorante basico e che quindi tenda a legarsi a molecole acide (pertanto basofile). In realtà l'ematossilina come tale non è un colorante. La sostanza lo diventa quando si ossida trasformandosi in ematina. L'ematina ha però una scarsa affinità per i tessuti. Per poter colorare necessita di combinarsi con delle sostanze, in particolare con alcuni ioni metallici (mordenzanti), quelli più importanti sono i sali di ferro, alluminio, tungsteno e piombo.
I complessi metallo-ematina vengono utilizzati per colorare i nuclei delle cellule prima di eseguire l'esame microscopico. Esistono diverse preparazioni di soluzioni di ematossilina da utilizzare in base al sale utilizzato per ossidarla, alcune particolarmente meglio adatte in relazione allo specifico scopo di utilizzo.
La colorazione ematossilina ed eosina è una delle colorazioni usate più comunemente in istologia. Si tratta di una colorazione permanente anziché una colorazione temporanea (ad esempio soluzione di iodio in KI).
Un'altra colorazione comune, utilizzata soprattutto per mettere in evidenza strutture contenenti mucosostanze, è la colorazione ematossilina fosfotungstica, un mix di ematossilina con acido fosfotungstico.

## Colorazioni con ematossilina
Queste colorazioni sono comunemente impiegate per gli studi istologici. I mordenzanti utilizzati per evidenziare strutture nucleari e citoplasmatiche sono l'alluminio ed il ferro, che formano complessi colorati (complessi colorante-mordente-tessuto), di colore variabile a seconda del sale utilizzato. La presenza di sali di alluminio determina un colore blu-bianco, mentre la presenza di sali di ferro comporta una colorazione blu-nero.

### Colorazioni ematossilina e alluminio
Le tre principali soluzioni di ematossilina che impiegano ioni di alluminio come mordente sono l'ematossilina Ehrlich, l'ematossilina Harris, e l'ematossilina di Mayer. 
Il nome emalluminio sarebbe preferibile a quello di "ematossilina" per queste soluzioni in quanto l'emateina, prodotto di ossidazione dell'ematossilina, è il composto che si combina con gli ioni di alluminio per formare il complesso attivo colorante-metallo. Le soluzioni di ematossilina alluminio determinano una colorazione rossa ai nuclei delle cellule, colorazione che si trasforma rapidamente in blu per esposizione a qualsiasi liquido neutro o alcalino.
L'allume di potassio (o solfato doppio di alluminio e potassio dodecaidrato) usato come mordente solitamente si dissocia in una soluzione alcalina, che si combina con gli OH- dell'acqua a formare idrossido di alluminio insolubile. In presenza di eccesso di acido, l'idrossido di alluminio non può formarsi. Questo fatto provoca il fallimento della colorazione, per sostanziale mancanza di ioni OH.
Quindi, soluzioni acide di ematossilina e alluminio diventano rosse. 
Durante la colorazione, le sezioni colorate con ematossilina-alluminio vengono solitamente passate sotto una soluzione neutra o alcalina (ad esempio lavaggi prolungati con acqua di rubinetto o risciacqui alcalini forti con idrossido di ammonio all'1%) per neutralizzare l'acido e formare un complesso blu insolubile di alluminio ematina. 
Questa procedura è nota come brunitura.
Quando acqua del rubinetto non è sufficientemente alcalina, o addirittura è acida e pertanto è insoddisfacente per la procedura della brunitura, può essere utilizzato un sostituto, denominato soluzione tampone di Scott, costituito da 3,5 g di bicarbonato di sodio (NaHCO3) e 20 g di solfato di magnesio(MgSO4) in un litro di acqua (H2O) con timolo, per inibire la formazione di muffe.
L'uso di acqua molto fredda rallenta il processo di brunitura, al contrario l'aumento di temperatura la accelera. Per questo motivo va ricordato che l'uso di acqua a temperatura inferiore ai 10 °C può anche determinare degli artefatti rosa nel tessuto in analisi.

## Costi della colorazione
Negli anni 70 si venne a creare sul mercato una grave carenza di legno di campeggio e quindi di ematossilina. Il prezzo del colorante subì una impennata e questo fatto ebbe delle gravi ripercussioni sui costi della diagnostica istopatologica. Vi fu una importante spinta alla ricerca di coloranti nucleari alternativi. Prima che l'uso di coloranti alternativi andasse consolidandosi, l'ematossilina tornò sul mercato a prezzi più ragionevoli, anche se più alti rispetto a quelli di partenza, e riprese il suo posto in istopatologia. Le tensioni sui prezzi della ematossilina permangono anche ai nostri giorni.

## Colorazioni alternative
Una serie di coloranti sono stati raccomandati come possibili sostituti: Celestino blu (CI 51050), Gallocianina (CI 51030), Galleina (CI 45445) e Eriocromocianina R (CI 43820). Tutti utilizzano ioni ferro come mordente. Un'altra alternativa è il colorante rosso naturale 24, che differisce dalla ematossilina per un solo gruppo ossidrile.